# 사라 라르손
사라 마르가레타 라르손(스웨덴어: Sara Margareta Larsson, 1979년 5월 13일 ~ )은 스웨덴의 은퇴한 여자 축구 선수이다. 포지션은 수비수였다.

## 클럽 경력
1998년부터 2004년까지 말뫼 FF 담(현재의 FC 로셍오르드) 소속으로 활약했다. 2004년부터 2008년까지 린셰핑 FC 소속으로 활약하던 동안에는 팀의 여자 스벤스카 쿠펜 2회 우승에 기여했다. 2009년에는 미국 여자 프로 축구에 소속되어 있던 여자 축구 클럽인 세인트루이스 애슬레티카로 이적했고 2010년에는 필라델피아 인디펜던스로 이적했다.
2011년에 KIF 외레브로 DFF로 이적하면서 다말스벤스카 무대에 복귀했고 2013년까지 활동했다. 2014년 4월에 임신 사실을 확인하면서 은퇴하게 된다.

## 국가대표 경력
스웨덴 여자 U-17, U-19 축구 국가대표팀 선수로 활동했으며 2000년에는 스웨덴 올해의 약진하는 축구 선수상을 수상했다. 2000년 9월 8일에 열린 노르웨이와의 친선 경기에 처음 출전하면서 스웨덴 여자 축구 국가대표팀 선수로 데뷔했고 스웨덴은 해당 경기에서 노르웨이에 2-1 승리를 기록했다.
3차례의 UEFA 유럽 여자 축구 선수권 대회(2001년, 2005년, 2009년), 3차례의 FIFA 여자 월드컵(2003년, 2007년, 2011년), 3차례의 하계 올림픽(2000년 시드니 하계 올림픽, 2004년 아테네 하계 올림픽, 2008년 베이징 하계 올림픽)에 참가했다. 특히 미국에서 개최된 2003년 FIFA 여자 월드컵에서는 스웨덴의 준우승에 기여했고 독일에서 개최된 2011년 FIFA 여자 월드컵에서는 스웨덴이 3위를 차지하는 데에 기여했다.
2011년 3월 9일에 열린 일본과의 알가르브컵 경기에서 A매치 100경기 출전 기록을 수립했다. 2012년 런던 하계 올림픽은 최종 명단에서 탈락하면서 참가하지 않았으며 2012년 9월 15일에 열린 네덜란드와의 친선 경기를 끝으로 더 이상 국가대표팀에 선발되지 않았다.

## 수상

### 클럽
린셰핑 FC
- 여자 스벤스카 쿠펜 2회 우승 (2006, 2008)

### 국가대표팀
- UEFA 여자 유로 2001 준우승
- 2003년 FIFA 여자 월드컵 준우승
- 2004년 아테네 하계 올림픽 여자 축구 은메달
- UEFA 여자 유로 2005 4강
- 2011년 FIFA 여자 월드컵 3위